# Carlos, Duque de Orleães
Carlos I de Orleães, também conhecido como Carlos I de Valois (em francês: Charles d'Orléans; 24 de novembro de 1394 — 5 de janeiro de 1465), tornou-se duque d'Orleães em 1407, após o assassinato de seu pai, Luís I de Valois, pelas ordens de João, Duque de Borgonha. Carlos era também Duque de Valois, Conde de Beaumont e de Blois, senhor de Coucy e herdeiro de Asti, em Itália, por sua mãe, Valentina Visconti, ser filha de João Galeácio Visconti, duque de Milão.
Carlos é hoje lembrado como um bem-sucedido poeta, tendo produzido mais de 500 poemas - a maioria deles durante seus 25 anos como prisioneiro de guerra.

## Biografia

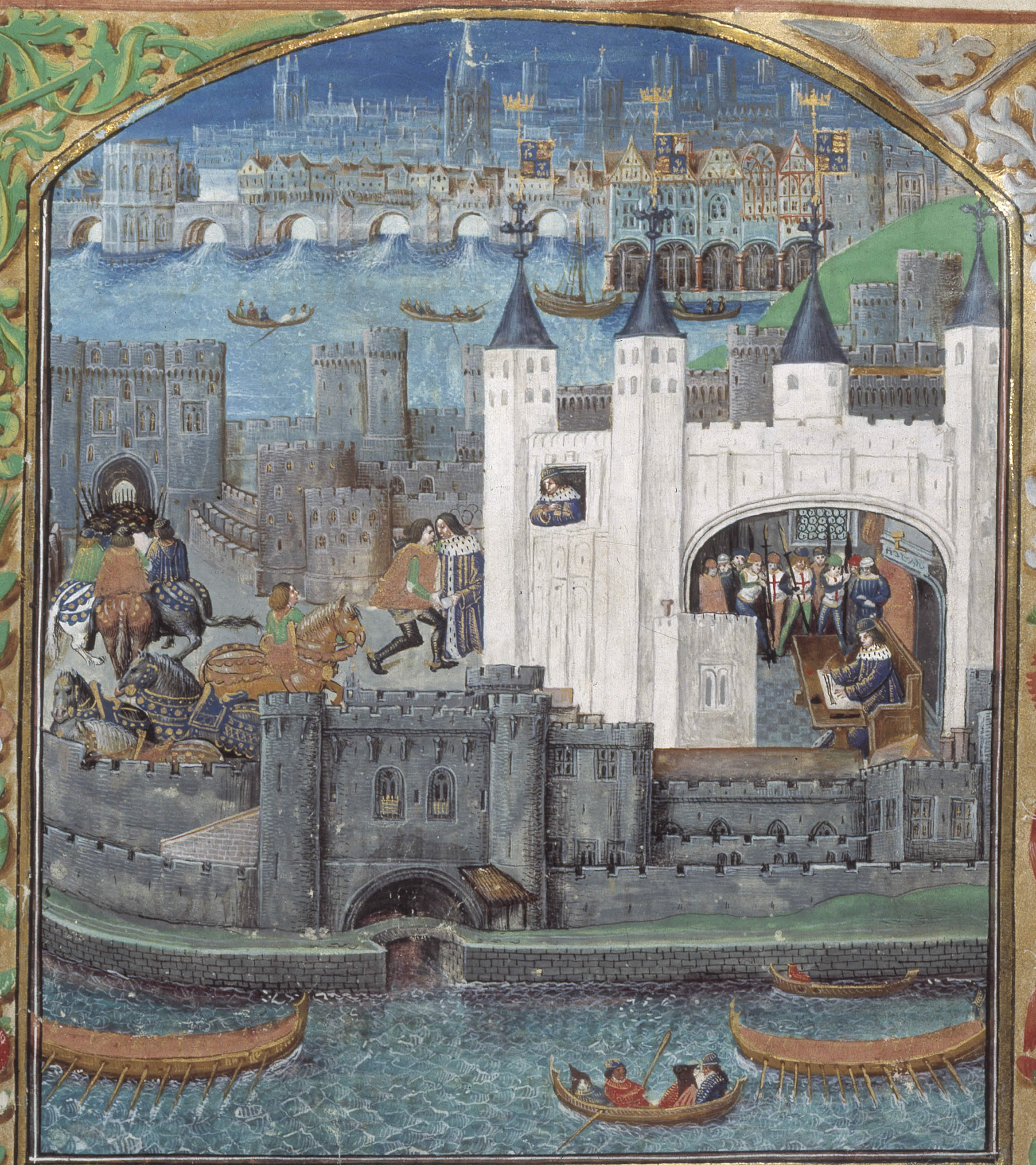
Carlos como prisioneiro na Torre de Londres. Iluminura contida em manuscrito dos seus poemas.

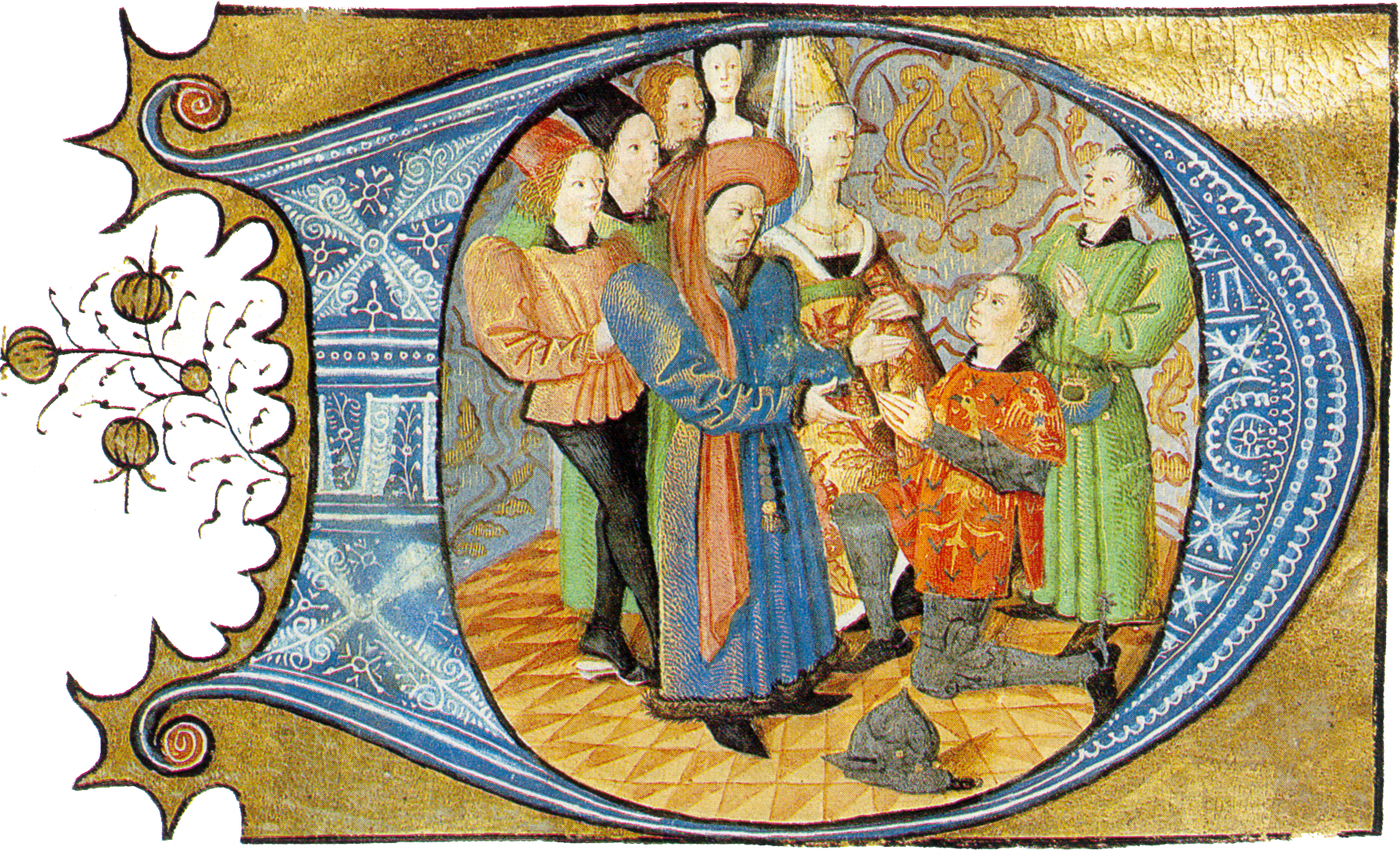
Carlos recebe homenagem dum vassalo.

Ascendido ao ducado aos catorze anos de idade, esperava-se que Carlos mantivesse a liderança de seu pai contra os borgonheses. João de Borgonha nunca fora punido pelo assassinato de seu pai, e Carlos teve de se cuidar sozinho após a morte da mãe, que sucumbiu à doença não muito depois do marido. Em seu leito de morte, Valentina instou ao filho que fizesse a tradicional jura de vingança pela morte do pai.
Durante os primeiros anos como duque, o órfão Carlos foi muito influenciado por seu tutor, Bernardo VII, Conde de Armagnac, razão pela qual a facção de Carlos veio a ser conhecida como a dos Armagnacs.
Após a renovação em 1415 da guerra contra Inglaterra, Carlos foi um de muitos nobres franceses que se feriram na batalha de Agincourt em 25 de outubro de 1415. Feito prisioneiro, foi levado a Inglaterra como refém, onde permaneceria cativo pelos 25 anos seguintes. As condições de seu confinamento, porém, não eram rígidas; era-lhe permitido viver mais ou menos de acordo com seus hábitos, assim como outros nobres em igual situação. No entanto, conforme instruções de Henrique V, sua liberdade não poderia ser negociada. Carlos era o chefe da facção dos Armagnacs e estava na linha sucessória do trono francês, sendo portanto demasiado importante para ser devolvido.
É durante esses anos de cativeiro que Carlos produz a maior parte de sua obra literária, incluindo escritos melancólicos, que parecem refletir sua condição de prisioneiro, tais como En la forêt de longue attente.
Finalmente libertado em 1440, por esforços de seus antigos inimigos, inclusos Filipe III de Borgonha e sua consorte Isabel de Portugal, Carlos pisou novamente em solo francês após 25 anos, falando melhor inglês do que francês de acordo com uma fonte. Na celebração de suas terceiras núpcias, com Maria de Cleves, ele foi elevado a cavaleiro do Tosão de Ouro. Seu subseqüente retorno a Orleães foi marcado por esplêndida celebração.
Ele ainda fez uma parca tentativa de obter seus direitos em Asti, antes de se aposentar como patrono das artes.

## Casamentos e descendência
Carlos casou-se três vezes. Sua primeira mulher, Isabel de Valois, filha de Carlos VI de França e viúva de Ricardo II de Inglaterra, com quem se casou em Compiègne em 1406, morreu ao dar à luz sua filha Joana (Blois, 1409 – Angers, 1432), que se casou com João II de Alençon, no ano de 1424, em Blois. 
Carlos voltou a casar-se, desta vez com Bonne de Armagnac, filha de Bernardo VII, Conde de Armagnac, em 1410. Bonne morreu antes de seu retorno do cativeiro.
Já em 1440, Carlos se casou em Saint-Omer, com Maria de Cleves, filha de Adolfo I de Cleves, com quem teve três filhos:
- Maria de Orleães (19 de dezembro de 1457 – Mazères, 1493). Casada com João de Foix, conde de Étampes, em 1476.
- Luís XII de França (1462–1515)
- Ana de Orleães (1464 – Poitiers, 1491), abadessa de Fontevrault e Poitiers.

## Teatro
Carlos aparece brevemente na obra shakespeariana Henrique V como o duque de Orleães.